# Lista över GB-glassar
Detta är en lista över glassar i GB Glace stycksakssortiment.

## 0-9
- 2-pinn[1], ur sortimentet under 1960-talet.[2]
- 88:an, lanserades först av Trollhätteglass. Till GB:s sortiment 1973 efter sammanslagningen.[3]
  - 88:an Black
  - 88:an Blue
  - 88:an Pink, såldes bara 2014.[4][5][6]
- 89:an - introducerades 1975 till priset av 1:65.[7] Glassen liknade 88:an men ischokladglassen hade ersatts av glass med smak av svartvinbärsfudge. 1976 var sista året för glassen och då kostade den 1:85.[8][9]

## A
- Ahlgrens bilar - med strössel med smak av Ahlgrens bilar och vanilj inuti. Den kom sommaren 2006.[10][11]
- Alaskapinne, fanns tidigt i GB:s sortiment[12] och såldes fram till 1961.[1][13] En glass med samma namn lanserades 1971 men såldes bara detta år.[14][15]
- Alaska-pie.[12]
- Alexandra, "bar" med nöt- och vaniljglass. Lanserades 1974,[16] ur sortimentet 1978.[17]
- Alexandra, strut med wienernougat- och moccaglass. Lanserades 1988.[18]
- Ananaspinne, rund glasspinne med vaniljglass, överdragen av ananasisglass. Toppen doppad i mörk choklad. Lanserades 1968,[19][20] ur sortimentet 1975.[7]
- Ananassplitt, rektangulär glasspinne med vaniljglass med ett ananasisöverdrag och chokladtopp. Ersatte 1973 Annanaspinnen.[19] Ur sortimentet 1975.[7] Återlanserades 1977, denna gång utan chokladöverdrag,[9] och försvann ur sortimentet igen 1981.[21] Lanserad igen 2008 (med chokladöverdrag), ur sortimentet igen 2010.[22]
- Apelsinpinne, lanserades 1968,[20] ur sortimentet 1969.[23]
- Applåd, lanserades 1975,[7] ur sortimentet 1977.[9]
- Aprichok, aprikosgräddglass med aprikosbitar och chokladöverdrag med hasselnöttet. Såldes 1994.[24][25]

## B
- Bamse, gräddglass med päronsmak doppas i choklad, med licens från seriefiguren Bamse. Lanserades 2019,[26] ur sortimentet 2021.[27]
- Banana Joe, bananglass med chokladöverdrag. Lanserades 1993,[28] ur sortimentet 1997.[29]
- Banama, pinne med bananglass och Chiquitabananer. Lanserades 2006.[10][11]
- Bambi-Bon, glasspraliner.[1] Ur sortimentet 1959.[30]
- Basun
- Be-bop
- Ben & Jerry's 'Wich, ur sortimentet 2011,[31] återlanserades 2012,[32] ur sortimentet igen 2014.[5]
- Ben & Jerry's Peanut Butter Cookie Dough, pinne, lanserades 2010,[22] ur sortimentet 2012.[32]
- Ben & Jerry's Chocolate Fudge Brownie, lanserades 2011,[33], ur sortimentet året därpå. Återlanserades 2018,[34] senare ur sortimentet.
- Ben & Jerry's Oh My! Apple Pie, "gästspel" 2012,[35][32] senare ur sortimentet.
- Ben & Jerry's Cookie Dough, lanserades 2013, ur sortimentet 2015.[6]
- Ben & Jerry's Greek Style Frozen Yoghurt Vanilla Honey Caramel, såldes 2014.[4][5][6]
- Ben & Jerry's Cinnamon Buns, lanserades 2015,[6] ur sortimentet.[36]
- Ben & Jerry's Cookie Dough 'Wich, lanserades 2016,[37] ur sortimentet 2022.[38]
- Ben & Jerry's Peanut butter cup'wich, lanserades 2018,[34] ur sortimentet 2019.[39]
- Ben & Jerry's Slices on the Dough, lanserades 2019,[26] ur sortimentet 2021.[27]
- Ben & Jerry's Non Dairy Chocolate Fudge Brownie, lanserades 2019,[26] ur sortimentet 2020.[40]
- Ben & Jerry's Cookie Dough Peace Pop, lanserades 2021.[41]
- Ben & Jerry's Salted Caramel Brownie Peace Pop, lanserades 2022.[42]
- Big Gum
- Big Nut, lanserades 1978,[17] ur sortimentet 1980.[43]
- Big Top, strutglass, föregångaren till Tip Top. Lanserades 1980.[43]
- Black Fire
- Blåbärsstrut, lanserades 2013,[44][45] ur sortimentet 2015.[6]
- Blå-Puck[1]
- Boccia, lanserades 1983.[46]
- Bom Bons, lanserades 1992.[47]
- Boomy
- Brassi, såldes bara 1969.[23][48]
- Bravo
- Breyers High Protein, lanserades 2018,[34][49] ur sortimentet 2019.[50]
- Brizz Cola
- Bubbel Pop
- Båt, lanserades 1963.[51]

## C
- Calippo, däribland:
  - Calippo Cola, lanserade som Pop Up 1985,[52] ur sortimentet 2002,[53] återlanserad 2006.[10]
  - Calippo Jordgubb, lanserades 1989 som Pop Up Jordgubb,[54] ur sortimentet 1992.[47]
  - Calippo Päron/Citron, lanserades 1992,[47] ur sortimentet 1994.[24]
  - Calippo Apelsin, såldes 1994.[24][25]
  - Calippo Ananas, lanserades 1998,[55] ur sortimentet 2000.[56]
  - Calippo Lime-Citron, lanserades 2002,[53] ur sortimentet 2008.[57]
  - Calippo Refresh, ur sortimentet 2011.[31]
  - Calippo Shots Jordgubb och Citron, lanserades 2012,[35][32] ur sortimentet 2014.[5]
  - Calippo bubbelgum, såldes 2014.[4][6]
  - Calippo Shots Lemon & Cola, såldes 2015.[6][37]
- Candydip, lanserades 1970,[48] ur sportimentet 1972.[15]
- Caribic
- Cassatapinne, pinnglass vanilj med romdränkta bigarråer, med mörkt chokladöverdrag. Lanserades 1965.[58] Ersattes av Cassatapuck 1972.[15]
- Cassatapuck, ersatte Cassatapinne 1972,[15] ur sortimentet 1976.[8]
- Chokladpuck, pinnglass vanilj med mörkt chokladöverdrag
- Choice, mjölkfri strut. Lanserades 2017.[59]
- Cirkuspinne, hallonöverdrag och chokladtopp. Ur sortimentet 1969.[23]
- Citronsplitt, citronglass med citronisöverdrag. Lanserades 1984,[60] ur sortimentet 1986.[61]
- Clown
- Combino
- Confetti, lanserades 1995,[25] ur sortimentet 1997.[29]
- Cool Bits
- Cornetto, däribland:
  - Cornetto Jordgubb. Den första glassen att lanseras under namnet Cornetto i Sverige var en strut med jordgubbsglass och jordgubbssylt. Den lanserades 1981[21] och togs ur sortimentet 1986.[61] Cornetto Jordgubb återlanserades 1991 med en något annorlunda utförande.[62] Den försvann ur sortimentet 2011,[31] återlanserades 2012,[32] ur sortimentet 2019.[39][50]
  - Cornetto Choklad, lanserades 1982,[63] ur sortimentet 1984.[60] Återlanserad i nytt utförande i augusti 2006,[64] ur sortimentet 2008.[57]
  - Cornetto Classico, strut med vaniljglass med choklad och hasselnötter. Lanserades 1987,[65], ur sortimentet 1989,[54], återlanserades 1990,[66] ur sortimentet 2011,[31] återlanserades 2012,[32] ur sortimentet 2019.[39][50]
  - Cornetto vanilj med krossad choklad, såldes 1989.[54][66]
  - Cornetto Citron, lanserades som Fresh 1995[25] och blev 1997 en Cornettovariant.[29] Ur sortimentet 2000,[56] återlanserades 2008,[57] ur sortimentet 2010,[22] återlanserades 2024 efter att kunder kunnat rösta om vilken glass de ville återse.[67]
  - Cornetto Royal, strut med vanilj- och chokladgräddglass samt vaniljgräddglass med whiskysmak. Lanserades i maj 1999.[68][69] Ur sortimentet 2001.[70]
  - Cornetto Caramel, lanserades 2001,[70] ur sortimentet 2002.
  - Cornetto Whippy, såldes 2002.[53][71]
  - Cornetto Love Potion 1, 2, 3, 4, 5 och 6. Sex glassar som såldes 2004.[72]
  - Cornetto Frutti Disc, lanserades 2008.[57]
  - Cornetto Enigma Choklad & Kola, lanserades 2011,[33][31] ur sortimentet 2013.[45]
  - Cornetto Enigma Hasselnöt, såldes 2011.[33][31][32] ur sortimentet 2013,[45]
  - Cornetto Enigma Vanilj & Hallon, lanserades 2011,[33][31] ur sortimentet 2013.[45]
  - Cornetto Enigma Cookie, lanserades 2012.[35][32]
  - Cornetto Freestyle (Bröllopsstrut), lanserades 2010,[22] ur sortimentet 2012.[32]
  - Cornetto Cheesecake Glory, såldes 2014.[5][4][6]
  - Cornetto King Cone Choklad, såldes 2014.[5][4][6]
  - Cornetto Peanut Butter Love, såldes 2015.[6][37]
  - Cornetto Popcorn, såldes 2013.[44][45][5]
  - Cornetto Salted Caramel, lanserades 2019,[26] ur sortimentet 2021.[27]
  - Cornetto Mermaid, lanserades 2020,[73] ur sortimentet 2021.[27]
  - Cornetto Dragon, lanserades 2021,[41] ur sortimentet 2022.[38]
  - Cornetto Soft, lanserades i stycksaksform 2021,[41] ur sortimentet 2022.[38]
  - Cornetto Soft Cookie and Chocolate, lanserades 2022.[42]
- Crazy Gum, såldes 2010.[22][31]
- Crispy

## D
- Daimstrut, lanserades 1987.
- Daim Pear Dream, lanserades 2011,[33][31] ur sortimentet 2013.[45]
- Daim Strawbery Dream, såldes 2013.[44][5]
- Daim Chocolate, lanserades 2015,[6] ur sortimentet 2017.[59][36]
- Daim Liquorice, lanserades 2017,[74] ur sortimentet 2018.[34][49]
- Daim Mint, lanserades 2023.[75]
- Dino Foot, såldes 2013.[44][5]
- Disco
- Doppio Light

## F
- Feast, "barglass" med kolasås och ckokladöverdrag. Lanserades 2016,[37] ur sortimentet 2019.[39]
- Filur, klassisk glass i Danmark från Frisko, såldes i Sverige 2011.[33][31][32]
- Final, lanserades 1977,[9] ur sortimentet 1979.[76]
- Finger
- Flirt, lanserades 1972,[15] ur sortimentet 1979.[76]
- Flöjer, nyckelhålsmärkt glass i bägare, såldes 1992.[47]
- Flöjer, glassandwich med yoghurtglass, såldes 1993.[28]
- Fresh strut med citronglass och citronsås. Lanserades 1995,[25] bytte namn till Cornetto Citron under 1997.[29]
- Fruit Line, pinnglass med frukt fryst i grädde.
  - Hallon, första varianten som lanserades 1988,[18] ur sortimentet 1990.[66]
  - Ananas, lanserades 1989,[54] ur sortimentet 1990.[66]
  - Jordgubb, såldes 1990.[66]

## G
- GB Guld Golden Vanilla
- GB Light

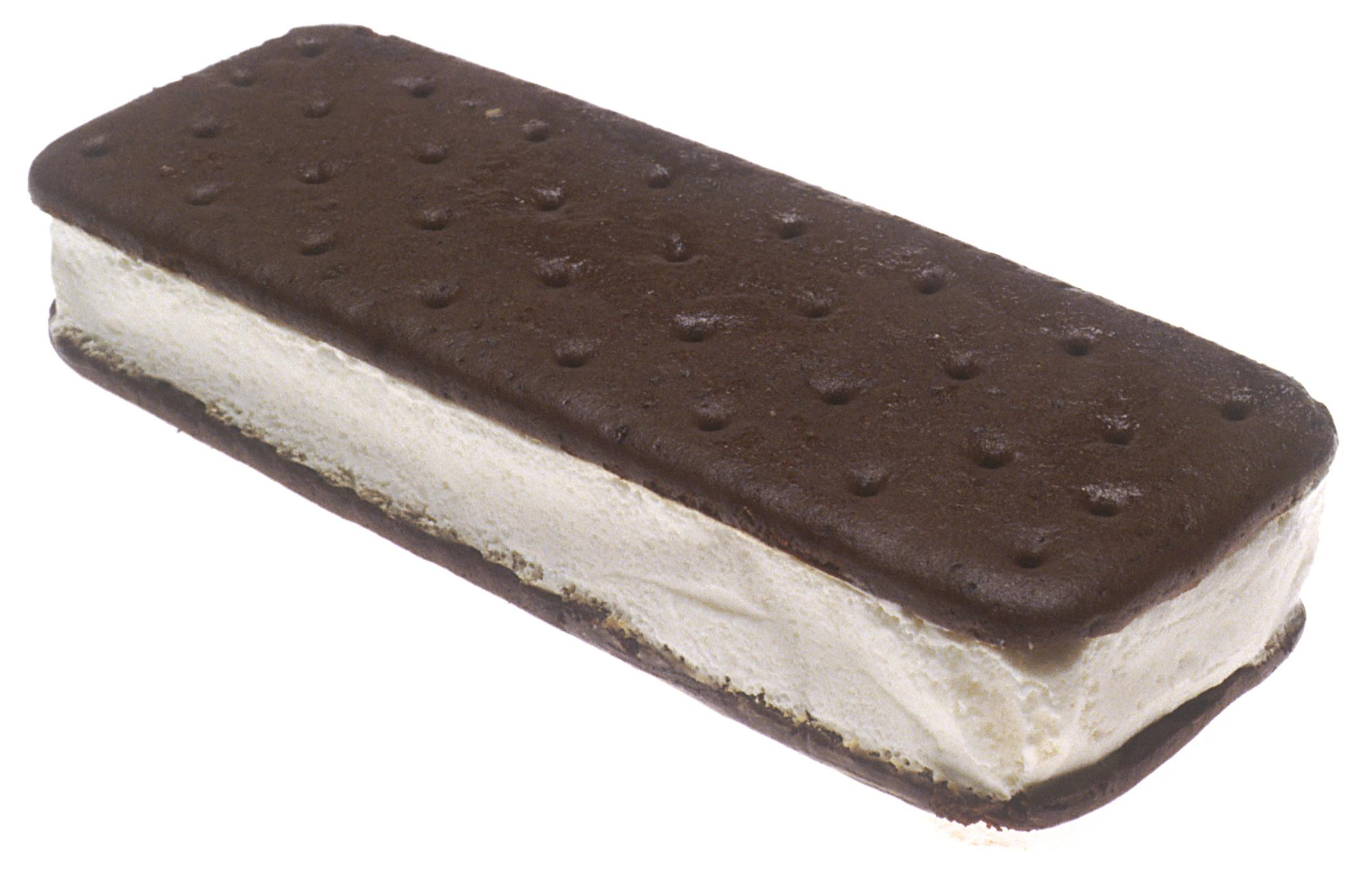
GB-Sandwich

- GB-Sandwich - sandwichglass utan pinne, vaniljglass mellan två mjuka chokladkex. Lanserades 1972 och kostade då 1 krona.[15]
- GB-skruven
- GB-Toffee, lanserades 1976,[8] ur sortimentet 1980.[43]
- Gelé-Apelsin, lanserades 1976,[8] ur sortimentet 1978.[17]
- Girlie
- Glassburgare
- Glasseman, såldes bara 1975.[7][8]
- Gondola, lanserades 1970,[48] ur sortimentet 1972.[15]
- Gröna Grodan, pinnglass i form av en groda med krusbärs- och päronglass och nougatöverdrag.[18]
- Guldpuck
- GB-trumman, se Stortrumman

## H
- Hallonsplitt, lanserades 1981,[21] ur sortimentet 1984.[60]
- Hallonsplitt Light, sötad med aspartam och acesulfam K. Lanserades 1996,[77] ur sortimentet 2000.[56]
- Hallon Smoothie Dröm, lanserades 2018,[34][49] ur sortimentet 2021.[27]
- Hamtaro
- Happen
- Happy Me, Happy You, såldes 2011.[33][31][32]
- Haribo Push-up, lanserades 2012.[35][32]
- Hawaiisplitt
- Heroic World
- Hurra, strut med vanilj - och jordgubbsstrut, såld som "utan vanligt socker". Lanserades 1975,[7] ur sortimentet 1980.[43]
- Hurra!, pinne med överdrag, även den såld som "utan vanligt socker". Lanserades 1980.[43]

## I
- Ice Age 3, två glassar i samband med preimären av filmen med samma namn 2009.[78]
- Ice Cool Guitar, glass i samband med High School Musical 2010.[22]
- Ice Dream, lanserades 1983.[46]
- Igloo — isglasspinne. Kännetecknet för denna glasspinneprodukt är formen: två mindre glasspinnar som sitter ihop på långsidan med två parallella träpinnar.
  - Igloo Apelsin, lanserades 1961,[13] ur sortimentet 1975.[7]
  - Igloo Cola, lanserades 1961,[13] ur sortimentet 1998,[55], återlanserades 2002,[53] ur sortimentet 2005,[79] återlanserades 2020,[73] ur sortimentet igen 2022.[38]
  - Igloo Hallon, lanserades 1961,[13], senare ur sortimentet, återlanserades 2000,[56] ur sortimentet 2002.[53]
  - Igloo Light, ananas- och apelsinisglass sötad med aspartam och acesulfam. Lanserades 1993,[28] ur sortimentet 1996.[77]

## J
- Japp
- Jelly Splitt, geléhallon med överdrag av hallonis. Såldes 1985.[52][61][80]
- Jenkapinne, lanserades 1966,[81] ur sortimentet 1969.[23]
- Joker, strutglass, 1984-1987
- Joker, 1990-1995, Glass utan pinne lanserad 1990
- Jukebox, lanserades 1979.[76]

## K
- Kalas-Sandwich, såldes 1980.[43][21]
- Kid, lanserades 1971,[14] ur sortimentet 1976.[8]
- King Cone
- Kinder Bueno Ice Cream Cone, lanserades 2019,[26] ur sortimentet 2021.[27]
- Kinder Joy Ice Cream, lanserades 2019.[26]
- Kingis Krossad choklad, såldes 2013.[44][45][5]
- Kingis Crumble, såldes 2016.[37][59][36]
- Kingis Raspberry Liquorice, lanserades 2023.[75]
- Kiwawa, en isglass med smak av kiwi. Lanserades 1983,[46] ur sortimentet 1985.[52]
- Kola-Chok, lanserades 1994, ur sortimentet 1996.[77]
- Krazy Kraker
- Krokant, lanserades 1971,[14] ur sortimentet 1973.[3]

## L
- Lakritspuck - glasspinne med lakritsöverdrag. Lanserades 1982 med vaniljglass och lakritsöverdrag.[80][63] År 1992 byttes vaniljglass ut mot citronglass,[47] med 1994 försvann den ur sortimentet.[24] Återlanseradesa 2008,[57] ur sortimentet 2011.[31] Återlanserades 2012, denna gång åter med vaniljglass,[35][32] ur sortimentet 2014.[5] Återlanserades 2019, ur sortimentet igen 2021.[27]
- Lakritsdröm, lanserades 2016,[37] ur sortimentet 2017.[59][36]
- Lift
- Lill-Trumma, introducerades 1961 då den ersatte Puck-Bägare,[13] ur sortimentet 1963.[51]
- Lollipop - glasspinne 1984, rund rosa glass med karamellsmak och den första som hade ätbar pinne av rabarberstång. Ersattes året efter av den gula Bubbel-Pop med tuggummipinne.
- Lyx Top, lanserades 1973,[3] ur sortimentet 1981.[21]

## M
- Magnum, såldes 1989-1991.
  - Magnum Classic, vaniljgräddglass med mörk mjölkchokladöverdrag. Introducerades 1992 som en uppdatering av den ursprungliga Magnumpinnen.[47]
  - Magnum Mandel, vaniljgräddglass med överdrag av mjölkchoklad och mandel. Introducerades 1992.[47]
  - Magnum Choklad, såldes 1993-1994.
  - Magnum Vit/White, vaniljgräddglass med vitchokladöverdrag. Såldes 1993-2007. Återlanserades 2014,[5][4] ur sortimentet igen 2016.[37]
  - Magnum Cone, vaniljgräddglass med chokladbitar i strut med chokladöverdrag. Såldes 1994-2000.
  - Magnum Valnöt, såldes 1995.[25][77]
  - Magnum Cone Mandel, såldes 1996-2006.
  - Magnum Nougat, nougatgräddglass med mjölkchokladöverdrag. Såldes 1996-1997.
  - Magnum Apelsinchoklad, såldes 1997-1998.
  - Magnum Ego, såldes 1998-1999.
  - Magnum Double (Caramel), såldes 1999-2002 och 2004-2007, återlanserades 2012,[32] ur sortimentet igen 2013,[45] återlanserad 2016,[37] ur sortimentet igen 2019.[39][50]
  - Magnum Double Chocolate, såldes 2000.
  - Magnum Caramel & Nuts, såldes 2001-2002.
  - Magnum Yoghurt Fresh, såldes 2002-2003 och 2006[10][11]-2008. Såldes åter under 2015.[6][37]
  - Magnum Sandwich, såldes 2002-2003.
  - Magnum 7 synder: Serie med sju varianter som bara såldes under 2003:
    - Magnum Avund
    - Magnum Begär
    - Magnum Frosseri
    - Magnum Fåfänga
    - Magnum Girighet
    - Magnum Hämnd
    - Magnum Lättja

  - Magnum Intense Cup, såldes 2004.
  - Magnum Intense Stick, såldes 2004.
  - Magnum 5 sinnen: Serie med fem varianter som bara såldes under 2005:[82]
    - Magnum Aroma
    - Magnum Touch
    - Magnum Vision (behölls även efter 2005 men bytte namn till Magnum Strawberry White.)[11]
    - (Magnum Taste och Magnum Sound såldes enbart som flerpack.)[83]

  - Magnum Strawberry White, introducerades först som Magnum Vision 2005, bytte namn 2006.[10][11]
  - Magnum Colombia, såldes 2007-2008.
  - Magnum Equador dark, såldes 2007-2008.
  - Magnum Java, introducerades 2008, ur sortimentet 2010.[22]
  - Magnum Mayan Mystica, introducerades 2008, ur sortimentet 2010.[22]
  - Magnum Temptation Caramel & Almonds, introducerades 2009,[78] ur sortimentet 2011.[31]
  - Magnum Temptation Chocolate, introducerades 2009,[78] ur sortimentet 2011.[31]
  - Magnum Temptation Fruit, introducerades 2010,[22] ur sortimentet 2012.[32]
  - Magnum Gold?!, såldes 2010.[22][31]
  - Magnum Hazelnut, såldes 2010.[22][31]
  - Magnum Caramel & Nuts, lanserades 2011,[33][31] ur sortimentet 2013.[45]
  - Magnum Chocolate & Nuts, såldes från 2012,[32] ur sortimentet 2014.[5]
  - Magnum Ghana, lanserades 2011,[33][31] ur sortimentet 2013.[45]
  - Magnum Infinity Choklad, lanserades 2012.[35][32]
  - Magnum Infinity Choklad och kola, lanserades 2012.[35][32]
  - Magnum 5 kisses, serie med fem varianter som introducerades 2013:[44]
    - Magnum First kiss, crème brulée, såldes även 2014.[5][6]
    - Magnum Flirty kiss
    - Magnum Loving kiss
    - Magnum Passionate kiss
    - Magnum Stolen kiss

  - Magnum Marc de Champagne, såldes 2014.[5][4][6]
  - Magnum Pink Raspberry, lanserades 2015,[6] ur sortimentet 2017.[59][36]
  - Magnum Black Espresso, såldes 2015.[6][37]
  - Magnum Double Peanut Butter, lanserades 2016,[37] ur sortimentet 2017.[59][36]
  - Magnum Double Raspberry, lanserades 2017,[74] ur sortimentet 2019.[39][50]
  - Magnum Double Coconut, lanserades 2017,[74] ur sortimentet 2018.[34][49]
  - Magnum Cookie Crumble, lanserades 2017,[74][36] ur sortimentet 2018.[34][49]
  - Magnum Mint, lanserades 2018,[34][49] ur sortimentet 2020.[40]
  - Magnum Intense Dark, lanserades 2018,[34][49] ur sortimentet 2019.[39][50]
  - Magnum Chocolate and Hazelnut Praliné, lanserades 2018,[34][49] ur sortimentet 2019.[39][50]
  - Magnum White Chocolate & Cookies, lanserades 2019,[26] ur sortimentet 2021.[27]
  - Magnum Brownie, lanserades 2019,[26][50] ur sortimentet 2021.[27]
  - Magnum Ruby, lanserades 2020,[73] ur sortimentet 2022.[38]
  - Magnum Salted Caramel & Glazed Almonds.[73]
  - Magnum Double Gold, lanserades 2021.[41]
  - Magnum Remix, lanserades 2022.[42]
  - Magnum Double Sunlover, lanserades 2023.[75]
  - Magnum Double Starchaser, lanserades 2023.[75]
  - Magnum Raspberry Swirl, lanserades 2023.[75]
  - Magnum Wonder, lanserades 2024.[67]
  - Magnum Euphoria, lanserades 2024.[67]
  - Magnum Chill, lanserades 2024.[67]
- Malaga, cherrybrandyglass med bigarråer doppad i mörk choklad och nötter. Såldes 1982-1984.
- Marabou Mjölkchoklad, pinne, lanserades 2013,[44][45] ur sortimentet 2015.
- Marabou Mjölkchoklad, strut, lanserades 2018,[34][49] ur sortimentet 2021.[27]
- Marabou Schweizernöt, såldes 2015.[6][37]
- Marabou Apelsinkrokant, strut, lanserades 2021.[41]
- Mascot, vanilj- och chokladglass i strut. Såldes 1974-1977.[16][17]
- Max Ministrut, såldes 1998-1999.
- Max Piggelin, se Piggelin.
- Max Skattkista, såldes 1998-2000.
- Max Twinni, såldes 1998-1999.
- Max Vanilj, såldes 1998-1999.
- Maxi
- Milktime Squeezy, såldes 2011.[33][31][32]
- Minioner, lanserades 2017,[74][36] ur sortimentet 2019.[39][50]
- Mintchoklad Dröm, lanserades 2017,[74][36] ur sortimentet 2018.[34][49]
- Minty, såldes 1980-1981.[43]
- Mister Long, såldes 1997.
- Mister Long Choc, såldes 1996-1998.
- Musse & Långben, ispinne med tropisk fruktsmak. Såldes 1985.

## N
- Ninja Star, såldes 2011.[33][31][32]
- Nizza, lanserades 1977,[9] ur sortimentet 1979.[76]
- Nocco Ice Soda, lanserades 2019.[50]
- Nogger, lanserades 1978.[17]
- Nogger Black, lanserades 2005.[82][83]
- Nogger Choc, lanserades 1988.[18]
- Nogger Mint, lanserades 2009,[84] ur sortimentet 2011.[31]
- Nougat Top, lanserades 1969,[23] ur sortimentet 1971.[14]
- Nötpuck, bestod av vanilj doppad i nötchoklad. "Nötpuck" introduerades 1961,[13] kallades under en period "Stora Nötpuck"[2], varefter nmanet ändrades tillbaka. Såldes fram till 1980.[21]

## O
- Olof, för premiären av filmen Frost II 2021,[41] ur sortimentet året därpå.[38]
- Oreo, lanserades 2016,[37] ur sortimentet 2019.[39][50]

## P
- Pajaspinne, kolaglass med hallonöverdrag och chokladtopp. Lanserades 1965[58] och försvann något år senare. GB-gubben skapades för lanseringen av Pajaspinnen och blev snart maskot för hela företaget.
- Panda Lakrits, lanserades 2014,[4][5] ur sortimentet 2016.[37]
- Passionssplitt, lanserades 1975,[7] ur sortimentet 1977.[9]
- Piggelin, lanserades 1972, inledningsvis i två smaker: tutti frutti och apelsin.[15]
- Pippi Tjolahoppglass, lanserades 2020 för att fira att Pippi Långstrump funnits i 75 år,[73] ur sortimentet året därpå.[27]
- Pistagepinne, pinnglass med pistaschsmak doppad i mörk choklad. Såldes på 1960-talet. Ur sortimentet 1970.[48]
- Pistagepuck, lanserades 1970,[48] ur sortimentet 1975.[7]
- Pistagepuck
- Polaris, såldes bara 1969.[23][48]
- Polkapinne, glass med polkagrissmak och chokladtopp. Lanserades 1966,[81] utgick 1968.[20]
- Pommac. Introducerades 1981.[21]
- Pop pinne
- Pop Up Apelsin
- Pop Up Cola
- Pop Up Jordgubb
- Pop-pinne, pinne med vanilj- och jordgubbsglass. Lanserades 1976.[8]
- Puck-Bägare[1], fanns tidigt i GB:s sortiment,[12] ur sortimentet 1961.[13]
- Puck i cup[1]
- Puck-Pinne, lanserades 1961.[13]
- Puckstång, glassblock på pinne som tidigt fanns i GB:s sortiment.[12] Utöver nedan nämnda har Puckstång även sålts med nougat, citron, cocos och cocktail-smaker på 1950- och 1960-talen.[1][51]
  - Puckstång Jordgubb - pinnglass med jordgubbssmak. Ur sortimentet 1989.[54]
  - Puckstång Vanilj - pinnglass med vaniljsmak. Ur sortimentet 1986,[61] återlanserades 1989,[54] ur sortimentet 1991.[62] Återlanserades 2014[4] och försvann året därpå.
  - Puckstång Light (Vanilj/Smultron), aspartamsötad variant. Lanserades 1985,[52] ur sortimentet 1986.[61]
  - Puckstång Light Päron. Lanserades 1988,[18] ur sortimentet 1991.[62]
  - Puckstång Jordgubb/Vanilj, lanserades 1995,[25] ur sortimentet 1998.[55]
- Punschpuck, såldes bara 1972.[15][3]
- Push Up
- Päronetti
- Päronpinne, lanserades 1971. Snarlik glassen Wild West som samtidigt försvann från sortimentet och såldes likt denna glass med samlarbilder, fast med djurmotiv istället för vilda västern-tema.[14] År 1972 inkluderades istället bilder på hundar.[15] Bytte namn till Päronsplitt 1973.[3]
- Päronsplitt, nytt namn för Päronpinne från 1973, såldes likt denna fortsatt med samlarbilder.[3] Motivserien ändrades årligen: hästar 1973,[3] "jaguaren rike" 1974,[16] och "den gamla bilparaden" 1975.[7] Senare marknadsfördes det att det ingick en "rolig bild" med glassen, men från 1982 ingick inte längre samlarbilder med Päronsplitt. Glassen utgick ur sortimentet 1983. Den återlanserades 1993, försvann åter från sortimentet 1997, återlanserades igen 2004 och försvann åter efter något år.
- Päronsplitt ekologisk, lanserades 2018,[34][49] ur sortimentet 2019.[39]

## R
- Red Dream, jordgubbsglass med jordgubbsbitar och jordgubbsöverdrag. Lanserades 1996,[77] ur sortimentet 1999.[68]
- Regnbågspinne, två färgers isglass med chokladtopp. Lanserades 1967,[2][85] ur sortimentet 1969.[23]
- R-ice, lanserades 2015,[6] ur sortimentet 2017.[59][36]
- Rocket, isglass med lager av hallon, apelsin och ananas. Lanserades 2018,[34] ur sortimentet 2019.[39]
- Rom Russin, lanserades 1985,[52] ur sortimentet 1988.[18]

## S
- Salty Liquorice, lanserades 2022.[42]
- Sandwich, sandwichglass utan pinne, vaniljglass mellan två mjuka chokladkex. Lanserades 1972 och kostade då 1 krona.
  - Sandwich Jordgubb Låglaktos, såldes 2007[86]-2008.
  - Sandwich Lussekatt, introducerades 2006 som säsongsprodukt.
  - Sandwich Pepparkaka, med kexet utbytt mot ett kex med pepparkakskryddor. Introducerades 2003 som säsongsprodukt och har sedan återkommit.
  - Sandwich Stracciatella, introducerades 2009,[84] ur sortimentet 2011.[31]
  - Sandwich break, lanserades 2016,[37] ur sortimentet 2018.[34][49]
  - Sandwich Duo Milk Chocolate and Pear, lanserades 2022.[42]
- Schweizernöt-pinne, såldes 1987-1990.
- Sea World, såldes 2002.
- Skate, såldes 1979-1981.[76]
- Sky, såldes 1991-1992.
- Smuggler, såldes 1973-1982.[3]
- Snack, såldes 1986-1991.
- Snack Cocos, såldes 1989.
- Snowflake, lanserades 2022.[42]
- Snövitpinne, vanilj med jordgubbsrippel och med chokladöverdrag, såldes 1967-1968.[2][85][23]
- Softy Shake, såldes 1985.
- Solero, däribland smakerna:
  - Solero Exotic, vaniljgräddglass med exotiska frukter. Såldes 1995-2000, 2006[10]-2007 och 2013[44][45]–2014. Återlanserades 2021.[41]
  - Solero Forest, såldes 1996-1997.
  - Solero Summer, såldes 1998-1999.
  - Solero Shots Citron, såldes 1999-2002.
  - Solero Ice, såldes 2000-2002.
  - Solero Tribe, skulle har sålts 2001.
  - Solero Shots Tropical, såldes 2002.
  - Solero Smoover, såldes 2002.
  - Solero Shots Twisted Berry, såldes 2003.
  - Solero Orange Fresh, såldes 2004-2005.
  - Solero Red Fruits, såldes 2004-2006.
  - Solero Peach&Yoghurt, såldes 2005[82][83]-2006.
  - Solero Blackberry Smoothie, bananglass med björnbärs- och svartvinbärssorbet. Såldes 2007.
  - Solero Strawberry Banana Smoothie, bananglass med jordgubbar och tranbärssorbet. Såldes 2008.
  - Solero Berry Berry, jordgubbssherbet med överdrag av skogsbärssorbet och skogsbärsbitar. Introducerades 2009,[78] ur sortimentet 2011.[31]
  - Solero Fruit Ice Pineapple, lanserades 2010,[22] ur sortimentet 2011.[31]
  - Solero Fruit Ice Orange, lanserades 2011,[33][31] ur sortimentet 2013.[45]
  - Solero Red Berries, lanserades 2016,[37] ur sortimentet 2018.[34][49]
  - Solero Strawberry Smoothie, lanserades 2017,[74][36] ur sortimentet 2020.[40]
  - Solero Organic Juicy Peach, lanserades 2018,[34][49] ur sortimentet 2019.[39][50]
  - Solero Organis Juicy Lemon, lanserades 2019,[26][50] ur sortimentet 2021.[27]
  - Solero Mango, lanserades 2020,[73] ur sortimentet 2022.[38]
- Solfruktssplitt, såldes 1983.[46][60]
- Sour Face, såldes 2004.
- Spinn Apelsin/Melon, såldes 1989-1990.
- Spinn Fruktsoda/Päron, såldes 1989-1991.
- Spirello, introducerades 1993, blev Twister 1998.
- Spöket, såldes 1994.
- Star Wars Episode 1, såldes 1999.
- Storpuck, pinnglass vanilj med mörkt chokladöverdrag, introducerades 1961 som "nötglace med sorbet",[13] såldes fram till 1972.[15]
- Storstrut, vaniljglass i strut och topp med chokladöverdrag. Kom till GB:s sortiment 1963 efter fusionen med Arla Glass, inledningsvis enbart i tidigare Arla Glass område på västkusten.[51][87] Bytte namn till Basun 1991[62] som försvann ur sortimentet 1994, samma år som Magnumstruten lanserades.[24]
- Stortrumma, vanilj med jordgubbsrippel i bägare, fanns även som sockerfri. Introducerades i sortimentet 1961 med persikeglass och apelsinrippel.[13] Kallades GB-trumma efter 1970.[14] Ur sortimentet 1977.[9]
- Succé, såldes 1977-1979.[9][43]
- Super Jet, såldes 1970-1973.[48][16]
- Supercornetto Blåbär, såldes 1990-1994.
- Supercornetto Skogsbär, såldes 1995[25]-1998.
- Surfer, vanilj- och bubbelgumsglass med gélégodis. Såldes 1998-1999.
- Svala, hallon- och persikois med hallonöverdrag. Såldes 1992[47]-1994.
- SvampBob Fyrkant, isglass med två pinnar och smak av apelsin och cola. Lanserades 2005.[82]

## T
- The Simpsons

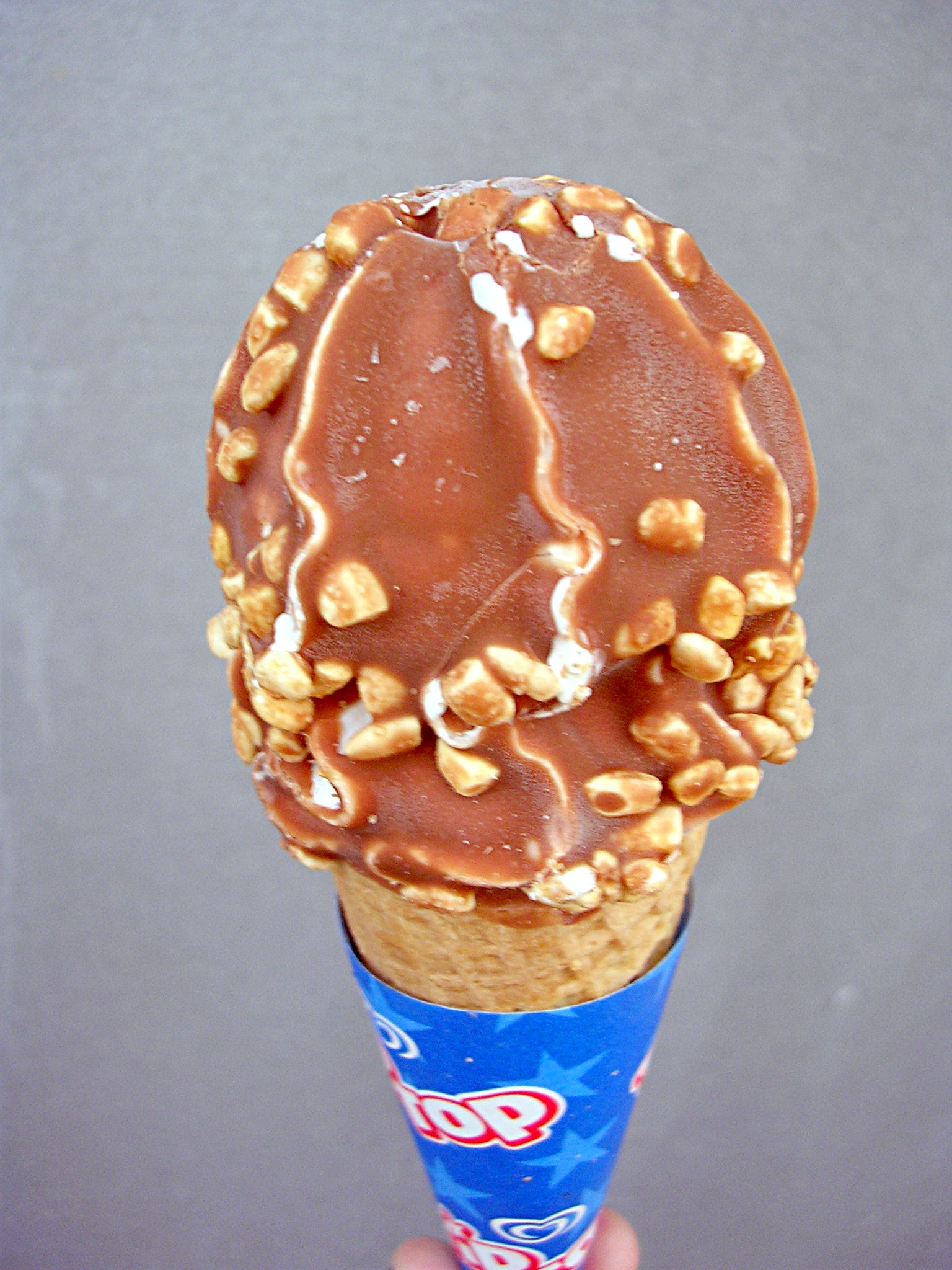
Tip Top.

- Tip Top - strut med chokladöverdrag. Innehåller också en stor nougatkula. En föregångare hette Big Top. Lanserades 1981,[21], ur sortimentet 1996.[77] Återlanserades 2005.[83][79]
- Tom & Jerry
- Top Hat - introducerades i GB Glaces sortiment 1956, försvann 1994, återintroducerades 2007[86] ur sortimentet igen 2010.[22] Top Hat är en glass med choklad och jordgubbsrippel.
- Top Hat Lyx, lanserades 1971.[14] Ersatt av Lyx Top 1973.[3]
- Tul-is, fanns tidigt i GB:s sortiment.[12]
- Triopinne, jordgubbs- och vaniljglass med nötkrokantöverdrag. Lanserades 1965,[58] ur sortimentet något år senare.[2]
- Trocadero Zero, lanserades 2019,[26] ur sortimentet 2021.[27]
- Twister - rödgrön och lite gulvit.
- Twister Fruit, lanserades 2011,[33][31] ur sortimentet 2013.[45]
- Twister bär, lanserades 2016,[37] ur sortimentet 2018.[34][49]
- Twister Peek-a-Blue, lanserades 2021.[41]
- Twister Monstaahh, lanserades 2023.[75]
- Twister cosmixx, lanserades 2024.[67]
- Tärning, lanserades 1969,[23] ur sortimentet 1971.[14]

## V
- V5, lanserades 1972,[15] ur sortimentet 1974.[16]
- Vaniljpuck, lanserades 2006,[10] ur sortimentet 2009.[78]
- Vaniljstång, lanserades 1986,[61] ur sortimentet 1988.[18]

## W
- Wild West, lanserades 1969 med vaniljglass och jordbruksöverdrag,[23] från 1970 med ny smak och päronglass och päronöverdrag.[48] Såldes med samlarbilder med vilda västern-tema. Ersattes 1971 av "Päronpinne" som också såldes med samlarbilder.[14]
- Wild West, jordgubbs- och vaniljglass med strössel. Lanserades 1993,[28] ur sortimentet 1994.[24]
- Winner Taco, lanserades hösten 1998, ur sortimentet 2001,[55] återlanserades 2014,[4][5] försvann igen 2015.[6]
- World cup, lanserades 1979.[76]

## X
- X-15 - trefärgad isglass med formen av en rymdraket som introducerades 1980.[88][43] Glassen hade tre olika fruktsmaker med rött på toppen, gult i mitten och grönt längst ned. Glassen ersattes 1986 av X-17.[89]
- X-17 - trefärgad isglass med andra smaker som 1986 introducerades istället för X-15[89] Den var lila, vit och grön.
- X-21 - trefärgad isglass som 1990 ersatte X-17.
- X-pop, lanserades 2014,[4][5] ur sortimentet 2017.[36][59]

## Z
- Zoo Stick
- Zoom, lanserades 1974,[16] ur sortimentet 1980.[43]